# Saint-Rémy (Deux-Sèvres)
Saint-Rémy település Franciaországban, Deux-Sèvres megyében. Lakosainak száma 1090 fő (2022. január 1.). Saint-Rémy Coulon, Niort, Saint-Maxire, Sciecq, Villiers-en-Plaine és Benet községekkel határos.

## Népesség
A település népessége az elmúlt években az alábbi módon változott:
| Lakosok száma | 1035 | 1069 | 1108 | 1100 | 1114 | 1128 | 1115 | 1102 | 1090 |
|               | 2013 | 2015 | 2016 | 2017 | 2018 | 2019 | 2020 | 2021 | 2022 |